# Lycksjön, Medelpad
Lycksjön är en sjö i Sundsvalls kommun i Medelpad och ingår i Ljungans huvudavrinningsområde. Sjön är 15,5 meter djup, har en yta på 0,834 kvadratkilometer och befinner sig 262 meter över havet. Sjön avvattnas av vattendraget Hemgravsån (Lycksjöån).

## Delavrinningsområde
Lycksjön ingår i det delavrinningsområde (693222-154326) som SMHI kallar för Utloppet av Lycksjön. Medelhöjden är 319 meter över havet och ytan är 9,06 kvadratkilometer. Räknas de 8 avrinningsområdena uppströms in blir den ackumulerade arean 37,5 kvadratkilometer. Hemgravsån (Lycksjöån) som avvattnar avrinningsområdet har biflödesordning 2, vilket innebär att vattnet flödar genom totalt 2 vattendrag innan det når havet efter 59 kilometer. Avrinningsområdet består mestadels av skog (79 procent). Avrinningsområdet har 1,04 kvadratkilometer vattenytor vilket ger det en sjöprocent på 11,4 procent.